# Víctor Fernández
Víctor Fernández Braulio (Zaragoza, 28 de noviembre de 1960) es un entrenador de fútbol español. Actualmente se encuentra sin equipo, tras dejar el Real Zaragoza. Es el cuarto entrenador en toda la historia en cuanto a partidos dirigidos en la Primera División de España.
Asimismo, fue coordinador de la cantera del Real Madrid Club de Fútbol entre 2015 y 2017. Posee el galardón de Alumno Distinguido de la Facultad de Filosofía y Letras de la Universidad de Zaragoza, otorgado por dicha institución en 2014.

## Trayectoria
Licenciado en Geografía e Historia por la Universidad de Zaragoza (promoción 1978-1982), como futbolista jugó en las categorías inferiores del Stadium Casablanca y con el Club Deportivo Sariñena en Tercera División de España. Solía actuar como mediapunta. Desde los 16 años estuvo dirigiendo equipos base de Stadium Casablanca y en 1988 fue el primero de su promoción cuando se sacó el carné de entrenador nacional. De ahí dio paso directamente al Real Zaragoza, como segundo entrenador de Radomir Antić.
Deportivo Aragón y Real Zaragoza
Por espacio de dos temporadas ocupó ese puesto, hasta que en 1990 se hizo cargo del Deportivo Aragón, conjunto filial del equipo zaragocista. Esa misma temporada, ya en 1991, sustituyó a Ildo Maneiro como entrenador del Real Zaragoza, con tan sólo 30 años de edad. Se hizo cargo del equipo en la jornada 25, situado en la 12.ª posición de Primera División, y mantuvo la categoría tras jugar una dramática promoción con el Murcia.
La temporada siguiente, 1991-92, continuó a cargo del Real Zaragoza y se empezó a ganar un nombre en el fútbol nacional como el entrenador más joven y con gran proyección, dejando al equipo en 6.º lugar y alcanzando la clasificación para la Copa de la UEFA. Al año siguiente fue 9.º en Primera División y quedó subcampeón de la Copa del Rey tras perder en la final frente al Real Madrid por 2-0.
Su confirmación definitiva llegaría en la campaña 1993-94, en la que el Real Zaragoza hizo una segunda vuelta espectacular y quedó 3.º en la clasificación, con un juego que enamoró a toda España. Además, ganó la Copa del Rey ante el Celta de Vigo en la tanda de penaltis, tras terminar el tiempo reglamentario con empate a cero. Así se quitó la espina del año anterior y añadió el primer título a su palmarés.
Y en la 1994-95 logró el título más importante de la historia del club: la Recopa de Europa. Derrotó en la final al Arsenal por 2-1, en uno de los partidos más emocionantes que se recuerdan.
Construyó un gran equipo, desempeñando un papel fundamental para que aquellos jugadores maravillaran. Por ejemplo, reconvirtió a Gustavo Poyet, que era delantero, a la posición de centrocampista, donde se convirtió en un jugador clave. También con él dieron su máximo nivel futbolistas como Alberto Belsué, Santiago Aragón, Francisco Higuera o Juan Eduardo Esnáider.
En la temporada 1995-1996, el Real Zaragoza acometió una profunda renovación en la plantilla con la incorporación de jugadores muy jóvenes como Morientes, Dani, Radimov, Kily González, etc, y el equipo quedó 13.º en Liga, por debajo del nivel de años anteriores. Fue destituido el 7 de noviembre de 1996, tras encadenar una mala racha de resultados.
Tenerife
La siguiente temporada (1997-98), comenzó dirigiendo al Club Deportivo Tenerife, donde sólo duró 10 jornadas y fue destituido el 9 de noviembre de 1997, con el equipo en 13.er lugar.
Celta de Vigo
Se hizo cargo del Celta para la campaña 1998-99, donde volvió a dar un gran rendimiento, consiguiendo siempre muy buenas clasificaciones y desplegando un gran fútbol. En 2000, le dio al equipo gallego la Copa Intertoto de la UEFA, ganando la final contra el F. C. Zenit de San Petersburgo. Ocupó el banquillo de Balaídos hasta al año 2002, dejando al equipo 5.º en la Liga y perdiendo la final de la Copa del Rey frente al Real Zaragoza en el Estadio de La Cartuja de Sevilla el año anterior.
Real Betis
Entre los años 2002 y 2004 dirigió al Real Betis Balompié, con el que finalizó 8.º y 9.º, rozando la clasificación para la Copa de la UEFA.
FC Oporto
En la 2004-05 salió por primera vez a entrenar fuera de España, haciéndose cargo del Oporto, de Portugal, que venía de ganar la Liga de Campeones la temporada anterior bajo el mando de José Mourinho. Con este equipo conquistó la Supercopa de Portugal tras superar al SL Benfica y posteriormente la Copa Intercontinental 2004 en Tokio ante el Once Caldas colombiano. A pesar de estos títulos, a mitad de temporada fue destituido de forma sorprendente al perder en casa cuando era líder de la Liga y bajar a la tercera posición. Su llegada coincidió con la venta de más de doce jugadores de primer nivel como Paulo Ferreira, Ricardo Carvalho, Deco, Tiago Mendes, etc., lo que supuso una auténtica revolución en la plantilla.
Regreso al Real Zaragoza
En junio de 2006, regresó al Real Zaragoza, como base para un proyecto del nuevo propietario del equipo: Agapito Iglesias. Aunque esta vez por la emoción de volver al equipo de su corazón. Firmó un contrato por cuatro años, y en su primera temporada al mando del conjunto aragonés (2006/2007), consiguió situarlo en la sexta plaza, obteniendo pasaporte para la UEFA, única clasificación del Real Zaragoza para esta competición en la última década a través de la Liga.
Fue destituido como entrenador del Real Zaragoza el día 13 de enero de 2008, tras empatar (2-2) en La Romareda con el Mallorca. El equipo se encontraba en la duodécima posición justo en el ecuador del campeonato y llevaba más de ocho partidos de liga consecutivos sin obtener la victoria. Además, había sido eliminado de la UEFA en la primera ronda. Tras su marcha, llegaron hasta tres nuevos entrenadores al banquillo aragonés y el equipo terminó descendiendo de categoría.
En su despedida como entrenador del Real Zaragoza, dijo emocionado que esta sería su última aventura como entrenador del Real Zaragoza, por el desgaste que conllevaba entrenar a su propio equipo. En cambio, afirmó que volvería como presidente, director deportivo o cualquier otro cargo que no fuese el de entrenador.
Regreso al Real Betis
En enero de 2010, en la jornada número 22 de Liga, repitió experiencia como entrenador del Real Betis con el único objetivo de llevarlo a la máxima categoría del fútbol español. Con él, el Betis se convirtió en el mejor equipo de la segunda vuelta al ser el que más puntos sumó, sufriendo sólo 2 derrotas, pero no logró alcanzar el ascenso. Quedó 4.º, empatando a puntos con Hércules CF y Levante UD, que sí subieron a la máxima categoría.
Comentarista
Desde entonces colaboró en los partidos de la selección española de fútbol que emite Televisión española y en el programa Tiempo de Juego de la Cadena Cope.
KAA Gante
En enero de 2013, volvió a los banquillos tres años después de la mano del KAA Gante belga. La mejoría de los resultados del equipo le valió la renovación. De hecho, cogió al equipo a tres puntos del descenso y en esa temporada 2012-13 lo dejó a las puertas de competición europea, ya que perdió la final del "play-off" por jugar la Europa League. El 30 de septiembre de 2013, el Gante decidió destituir a Víctor Fernández y su ayudante Julián Jiménez, tras sumar tres victorias, todas en casa, cuatro empates y dos derrotas en el inicio de la competición liguera.
Deportivo de La Coruña
El 10 de julio de 2014, se comprometió por una temporada con el Real Club Deportivo de La Coruña, regresando a los banquillos de la Primera División española. Tras seis jornadas sin vencer en la segunda vuelta, pidió a los jugadores que se aislasen del "ambiente tremendista" que se respiraba en el entorno del club. Fue despedido poco después, el 8 de abril de 2015, tras ocho jornadas sin ganar, poco después de terminar un partido con 1-1 ante un Córdoba colista, dejando al conjunto gallego como 17.º clasificado (tres puntos por encima de los puestos de descenso) tras 30 jornadas.
Real Madrid
Posteriormente, trabajó como Director de Formación de la cantera del Real Madrid entre 2015 y 2017.
Tercera etapa en el Real Zaragoza
El 17 de diciembre de 2018, llegó a un acuerdo para volver a dirigir al Real Zaragoza, que terminó la Liga como 15.º clasificado. El 3 de febrero de 2020, alcanzó los 400 partidos en el banquillo del Real Zaragoza, plusmarca absoluta en la historia del club zaragocista. El equipo aragonés finalizó la Liga en 3.ª posición, clasificándose para la promoción de ascenso, donde fue eliminado por el Elche CF. El 18 de agosto de 2020, decidió poner el punto final a su tercera etapa en el club.
Cuarta etapa en el Real Zaragoza
El 11 de marzo de 2024, se confirmó que Víctor Fernández regresaba al Real Zaragoza, iniciando su cuarta etapa como entrenador del conjunto blanquillo. Tras acabar la temporada en la 15.ª posición, comenzó una nueva campaña con el objetivo de volver a la máxima categoría. Dicho curso comenzaría con un inicio prometedor, manteniéndose durante las 14 primeras jornadas entre puestos de ascenso y promoción; aunque tras encadenar siete jornadas sin ganar, y una dolorosa derrota en La Romareda, tras remontarle un 2-0 a su favor el Real Oviedo, decidió dimitir.

## Clubes

### Como entrenador
| Club                         | País     | Año       |
| ---------------------------- | -------- | --------- |
| Deportivo Aragón             | España   | 1990-1991 |
| Real Zaragoza                | España   | 1991-1996 |
| C. D. Tenerife               | España   | 1997      |
| R. C. Celta de Vigo          | España   | 1998-2002 |
| Real Betis                   | España   | 2002-2004 |
| F. C. Porto                  | Portugal | 2004-2005 |
| Real Zaragoza                | España   | 2006-2008 |
| Real Betis                   | España   | 2010      |
| K. A. A. Gante               | Bélgica  | 2013      |
| R. C. Deportivo de La Coruña | España   | 2014-2015 |
| Real Zaragoza                | España   | 2018-2020 |
| Real Zaragoza                | España   | 2024      |

## Títulos

### Campeonatos nacionales
| Título                | Club          | País     | Año  |
| --------------------- | ------------- | -------- | ---- |
| Copa del Rey          | Real Zaragoza | España   | 1994 |
| Supercopa de Portugal | F. C. Porto   | Portugal | 2004 |

### Copas internacionales
| Título                | Club                | País     | Año  |
| --------------------- | ------------------- | -------- | ---- |
| Recopa de Europa      | Real Zaragoza       | España   | 1995 |
| Copa Intertoto        | R. C. Celta de Vigo | España   | 2000 |
| Copa Intercontinental | F. C. Porto         | Portugal | 2004 |